# Orcovita
Genre
Orcovita est un genre de crabes de la famille des Varunidae.

## Distribution
Les espèces de ce genre se rencontrent dans l'est de l'océan Indien et dans l'ouest de l'océan Pacifique.

## Liste d'espèces
Selon World Register of Marine Species (12 avril 2012) :
- Orcovita angulata Ng, Guinot & Iliffe, 1996
- Orcovita fictilia Ng, Guinot & Iliffe, 1996
- Orcovita gracilipes Ng, Guinot & Iliffe, 1996
- Orcovita holthuisi N. K. Ng & Ng, 2009
- Orcovita mcneiceae Ng & Ng, 2002
- Orcovita miruku Naruse & Tamura, 2006
- Orcovita mollitia Ng, Guinot & Iliffe, 1996
- Orcovita saltatrix Ng & Tomascik, 1994

et les espèces décrites depuis
- Orcovita orchardorum Davie & Ng, 2012
- Orcovita hicksi Davie & Ng, 2012

## Publication originale
- Ng & Tomascik, 1994 : Orcovita saltatrix, a new genus and species of anchialine varunine crab (Crustacea: Decapoda: Brachyura: Grapsidae) from Kakaban Island, Indonesia. Raffles Bulletin of Zoology, vol. 42, n. 4, p. 937-948 (texte intégral).